# Ollie Maclean
Ollie Maclean (n. 19 mai 1998, Glasgow, Scoția, Regatul Unit) este un canotaj din Noua Zeelandă, medaliat olimpic. A participat la o ediție a Jocurilor Olimpice (2024) în care a câștigat o medalie de argint.